# Nunavut
Il Nunavut (in inuktitut: ᓄᓇᕗᑦ) è il territorio del Canada più settentrionale e più vasto. Si estende su una superficie di poco più di 2 000 000 km², che corrisponde alla dimensione dell'Europa occidentale.
Fu separato ufficialmente dai Territori del Nord-Ovest il 1º aprile 1999, per riconoscere l'identità di patria del popolo Inuit, dalla Legge sul Nunavut e il Nunavut Land Claims Agreement Act, anche se i confini erano già stati tracciati nel 1993. La sua creazione ha portato al primo cambiamento nella mappa politica del Canada dopo l'incorporazione della provincia di Terranova e Labrador nel 1949.
Il Nunavut comprende una parte importante del Canada continentale settentrionale e la maggior parte dell'Arcipelago artico canadese. Il suo vasto territorio lo rende la quinta entità subnazionale (circoscrizione amministrativa) al mondo per ordine di grandezza, così come il secondo stato più grande dell'America del Nord (dopo la Groenlandia). Se fosse un paese autonomo, si classificherebbe al 15º posto per superficie. Il centro abitato di Iqaluit (precedentemente Frobisher Bay), che si trova nella parte sud-orientale dell'Isola di Baffin, è stata scelta attraverso plebiscito come capitale del territorio nel 1995. Altre comunità importanti nella regione sono Rankin Inlet e Cambridge Bay. È l'unica regione geopolitica del Canada non collegata al resto del Nord America attraverso vie di comunicazione stradale.
L'Isola di Ellesmere, nella parte più settentrionale del territorio è sede del centro abitato più settentrionale al mondo, Alert, e di Eureka, una stazione meteo che ha la temperatura media annua più bassa di qualsiasi altra stazione meteorologica canadese. Il motto del territorio è Nunavut sanginivut (in inuktitut: Nunavut, nostra forza o Nostra terra, nostra forza).

## Geografia fisica

### Territorio
Il Nunavut copre 1877787 km² di terra e 160930 km² di acqua nel Canada settentrionale. Il territorio comprende parte della terraferma e parte dell'arcipelago artico canadese: tutte le isole della Baia di Hudson (Isole Belcher), della Baia di James (Isola Akimiski) e della Baia di Ungava, così come le porzioni orientali e meridionali dell'Isola Victoria ad ovest.
Il Nunavut ha lunghi confini terrestri con i Territori del Nordovest sulla terraferma e alcune isole artiche, e con Manitoba a sud della terraferma del Nunavut; incontra anche il Saskatchewan a sud-ovest in un quadripunto e ha un breve confine terrestre con Terranova e Labrador sull'isola di Killiniq. Il confine con i Territori del Nordovest si avvicina all'incirca al limite del bosco in Canada. Il Nunavut condivide i confini marittimi con la Groenlandia e le province del Quebec, Ontario e Manitoba. Il punto più alto del Nunavut è il Barbeau Peak sull'isola di Ellesmere.

### Geomorfologia
La principale catena montuosa è la Cordigliera Artica che corre lungo le regioni nord-orientali.

### Idrografia
Tra i suoi fiumi si annoverano il Back, il Burnside ed il Dubawnt e si affaccia sul Mar Glaciale Artico su cui è situato l'arcipelago artico canadese che ne fa parte.

### Aree protette
Gran parte del territorio fa parte di zone protette tra cui vi sono il Parco nazionale Quttinirpaaq sull'isola di Ellesmere, il Parco nazionale Auyuittuq sull'isola di Baffin, il Parco nazionale Sirmilik sull'isola di Baffin e sull'isola di Bylot, il Parco nazionale Ukkusiksalik, il Queen Maud Gulf Migratory Bird Sanctuary che si trova sul continente e il Thelon Wildlife Sanctuary, condiviso con i Territori del Nord-Ovest.

## Clima
Il territorio di Nunavut ha un clima polare, a causa della sua elevata latitudine e della bassa influenza continentale rispetto alle aree che si trovano più ad ovest nel Canada. Possiede il clima più freddo del Canada. Le temperature possono scendere fino a -50 °C in alcune zone. La regione è soggetta alla quasi totale mancanza di luce per sei mesi all'anno e a quattro mesi in cui il sole non tramonta mai. L'estate dura solamente tre mesi mentre l'inverno addirittura nove. Nella stagione invernale si verifica il fenomeno dell'aurora boreale.
| Statistiche Meteorologiche Territorio di Nunavut | Mesi         | Mesi         | Mesi         | Mesi         | Mesi         | Mesi         | Mesi        | Mesi        | Mesi         | Mesi         | Mesi         | Mesi         | Stagioni | Stagioni | Stagioni | Stagioni | Anno  |
| Statistiche Meteorologiche Territorio di Nunavut | Gen          | Feb          | Mar          | Apr          | Mag          | Giu          | Lug         | Ago         | Set          | Ott          | Nov          | Dic          | Inv      | Pri      | Est      | Aut      | Anno  |
| ------------------------------------------------ | ------------ | ------------ | ------------ | ------------ | ------------ | ------------ | ----------- | ----------- | ------------ | ------------ | ------------ | ------------ | -------- | -------- | -------- | -------- | ----- |
| T. max. media (°C)                               | −22,0        | −22,0        | −17,0        | −8,0         | 0,0          | 6,0          | 12,0        | 11,0        | 6,0          | −1,0         | −7,0         | −15,0        | −19,7    | −8,3     | 9,7      | −0,7     | −4,8  |
| T. min. media (°C)                               | −30,0        | −31,0        | −27,0        | −18,0        | −8,0         | 0,0          | 4,0         | 4,0         | 0,0          | −6,0         | −15,0        | −24,0        | −28,3    | −17,7    | 2,7      | −7,0     | −12,6 |
| T. max. assoluta (°C)                            | 2,0 (2011)   | 5,0 (2006)   | 0,0 (2005)   | 0,0 (1989)   | 8,0 (2005)   | 18,0 (2010)  | 25,0 (2008) | 22,0 (1991) | 17,0 (2010)  | 7,0 (2010)   | 5,0 (2010)   | 3,0 (2010)   | 5,0      | 8,0      | 25,0     | 17,0     | 25,0  |
| T. min. assoluta (°C)                            | −48,0 (1991) | −49,0 (1991) | −51,0 (1991) | −38,0 (1993) | −24,0 (1999) | −12,0 (2013) | −6,0 (1987) | −2,0 (2008) | −13,0 (1997) | −24,0 (2007) | −38,0 (1993) | −46,0 (1995) | −49,0    | −51,0    | −12,0    | −38,0    | −51,0 |
| Precipitazioni (mm)                              | 16,0         | 17,0         | 19,0         | 24,0         | 25,0         | 36,0         | 40,0        | 53,0        | 48,0         | 34,0         | 27,0         | 22,0         | 55,0     | 68,0     | 129,0    | 109,0    | 361,0 |
| Giorni di neve                                   | 13,0         | 12,0         | 13,0         | 14,0         | 13,0         | 3,0          | 0,0         | 0,0         | 4,0          | 16,0         | 16,0         | 15,0         | 40,0     | 40,0     | 3,0      | 36,0     | 119,0 |

### Temperature

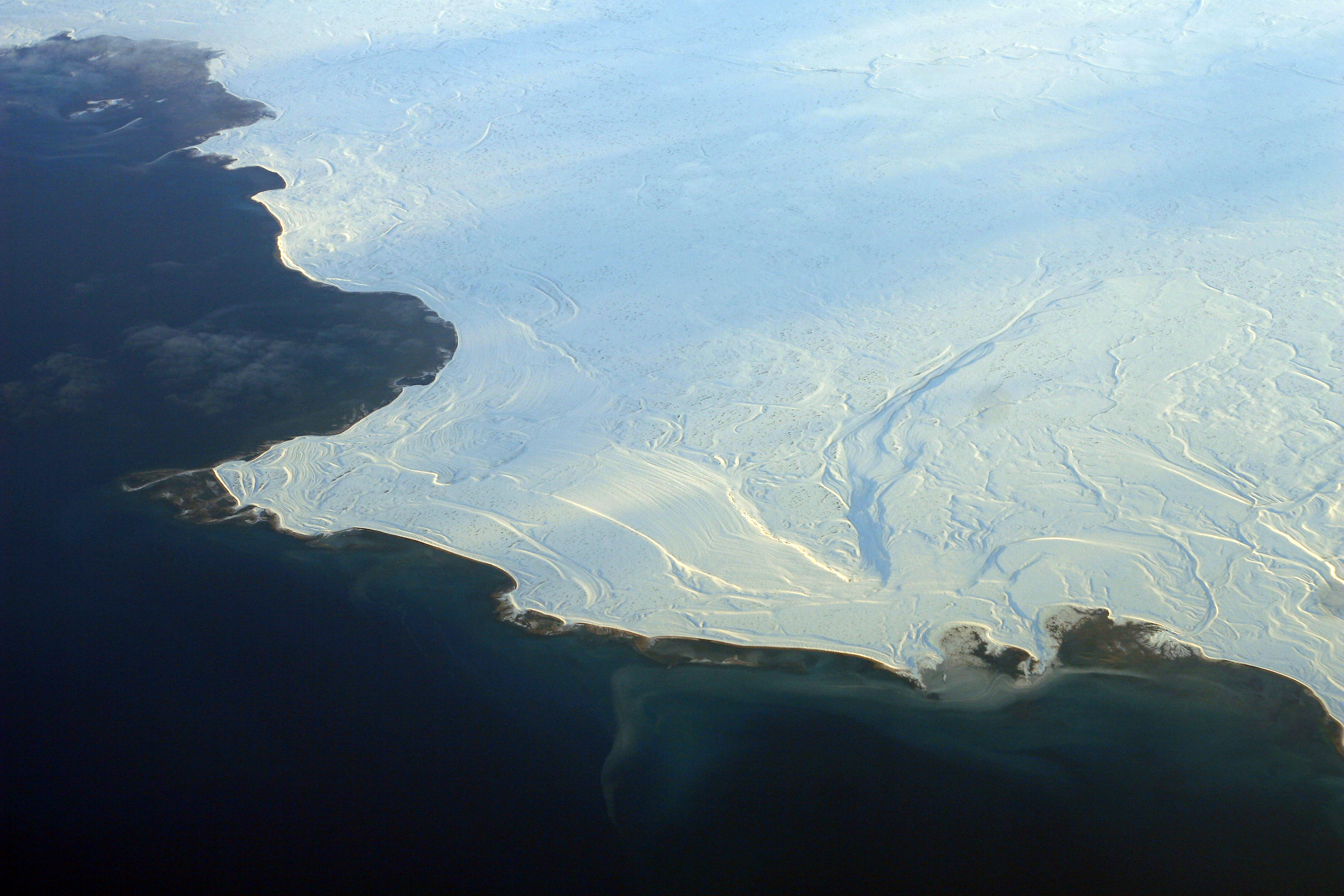
Il ghiaccio marino mostrato in questa foto nel Nunavut riflette i raggi solari accelerandone il congelamento.

Le temperature variano ampiamente da una comunità all'altra. La temperatura media di Kugluktuk è la più calda del territorio, talvolta sale fino a 30 °C in estate e varia dai -15 °C ai -40 °C in inverno. La comunità più fredda del territorio invece è Grise Fiord, dove le temperature estive possono a volte salire al di sopra dei 5 °C e le temperature invernali spesso scendono sotto i -50 °C. Le temperature durante la stagione primaverile sono omogenee in tutto il territorio, con valori medi tra i -20 °C e i -10 °C. In primavera nel Nunavut si registrano già giorni con valori alti delle ore giornaliere di sole. Da fine marzo a fine maggio, la luce del sole riflessa dalla neve e dal ghiaccio può provocare scottature gravi.

### Ore di luce
In inverno le temperature sono fredde a causa anche della brevità dei giorni. Nella giornata più breve ad Iqaluit, capoluogo del territorio, il sole sorge e tramonta in sole quattro ore. Più ci si spinge verso nord, più brevi saranno i giorni invernali. Le comunità a nord del Circolo Polare Artico a volte non vedono nemmeno sorgere il sole nei giorni invernali. Al contrario, al solstizio d'estate, il sole splende per 21 ore ad Iqaluit con alcune ore di crepuscolo intorno alla mezzanotte. Nelle zone più a nord del territorio il sole splende 24 ore al giorno nei mesi estivi. Il sole di mezzanotte brilla sul territorio di Nunavut. A seconda della zona in cui ci si trova, il sole potrebbe non tramontare completamente all'orizzonte fino a quattro mesi all'anno.

### Precipitazioni e venti
La bassa umidità registrata nel territorio contribuisce a ridurre l'impatto del freddo, rendendo un giorno con una temperatura di -20 °C come se se ne sentissero -5 °C. I venti, tuttavia, possono causare il congelamento. Molte comunità del Nunavut hanno venti giornalieri che si mantengono costantemente tra i 15 e i 20 km/h. Alcune comunità, come Pangnirtung, sono famose per i venti estremi occasionali che possono raggiungere i 100 km/h. Le precipitazioni in Nunavut tendono a scendere in senso laterale, in quanto quasi sempre accompagnate da venti tra i 30 e i 60 km/h. Il fenomeno windchill abbassa la percezione della temperatura effettiva dell'aria.
Poiché la maggior parte dell'Artico è un deserto polare, sono comuni giornate senza nuvole o precipitazioni. Le precipitazioni annuali totali nella capitale, Iqaluit, sono di appena 430 mm, mentre la capitale del Canada Ottawa ha più del doppio dei fenomeni. Nel Nunavut, le temperature fredde indicano che in genere il manto nevoso rimane al suolo fino a giugno e il ghiaccio nei mari finisce per rompersi o sciogliersi solo dalla metà di luglio e per un brevissimo periodo. Le precipitazioni di carattere piovoso normalmente si verificano tra luglio e inizio settembre.

## Storia

### Primi insediamenti
La storia della regione è molto antica. Circa 5000 anni fa giunsero dalla Siberia delle popolazioni chiamate dagli archeologi "Paleoeschimesi", che nel giro di mille anni giunsero ad occupare tutta l'Artide nordamericana. Erano i primi a penetrare in questa regione, trascurata dai Paleo-indiani nella loro occupazione del continente americano tra il 40.000 e il 12.000 a.C. Questi Paleoeschimesi, che gli Inuit chiamano Tunit nelle loro tradizioni, portarono con sé dal Vecchio Mondo una tecnologia adatta a quelle regioni impervie (anche se a quel tempo il clima era più caldo), tra cui abiti di pelle confezionata e cucita con aghi d'osso, l'arco e le frecce, comparsi per la prima volta in America con le piccole tribù di Tunit. Circa 2000 anni fa il clima dell'Artico cominciò a raffreddarsi e diventò anche più freddo di oggi, costringendo i Tunit a modificare il loro sistema di vita.

### La Cultura Dorset e i Nuovi Popoli
Il risultato fu la nascita della Cultura Dorset, molto più ricca e sicura della precedente cultura paleo-eschimese, con insediamenti più grandi e un aumento della dipendenza dalla caccia ai mammiferi marini, come dimostra l'uso di un nuovo tipo di arpione, le racchette da neve, i grandi coltelli e le lampade a olio di steatite. Le culture tradizionali dell'Artico vedevano il mondo come un luogo pieno di spiriti e di forze misteriose, che certi individui, gli sciamani, erano in grado di usare. I Dorset ci hanno lasciato splendidi esempi di arte sciamanica, che mostra anche la vastità dei rapporti tra le varie comunità Dorset, che restarono virtualmente isolate dal 500 a.C. al 1000 d.C. Intorno al 1000 il clima cambiò ancora e la temperatura aumentò, costringendo i Dorset a modificare il loro stile di vita, mentre nuovi popoli entravano nell'area. Tra questi gli indiani di lingua algonchina che si espandevano fino a Terranova e sulle coste boscose del Labrador, i vichinghi stabilivano colonie in Groenlandia e si spingevano talvolta nell'Artide orientale, mentre da ovest gli Inuit ancestrali della Cultura Thule si muovevano dall'Alaska fin nel cuore del territorio Dorset. Recenti scavi presso Cape Banfield hanno portato gli studiosi a considerare l'esistenza di contatti con europei durati a lungo, almeno fino al 1450, ma iniziati prima del 1000 e certamente prima dell'arrivo dei vichinghi in Groenlandia.

### La fine dei Dorset e l'inizio dell'era Inuit
Mentre i vichinghi si limitavano a commerciare anche se occasionalmente si verificavano delle scaramucce con i Dorset gli Inuit giunsero per stabilirsi in comunità molto più numerose, portando con sé gli strumenti e le armi di una sofisticata cultura di caccia, che comprendeva anche animali di grossa taglia come la balena. Tra il 1200 e il 1500 i Dorset scomparvero, soppiantati dagli Inuit, a cui lasciarono in eredità alcuni elementi della loro cultura, come l'Inukshuk o costruzione di sassi utilizzata per dirigere i caribù verso l'area di caccia e l'abitazione invernale a cupola, l'iglù. Gli Inuit resero omaggio ai Dorset attraverso le loro tradizioni, «I Tunit resero questo paese abitabile», ma narrano anche che erano troppo timidi e miti e venivano subito sopraffatti.

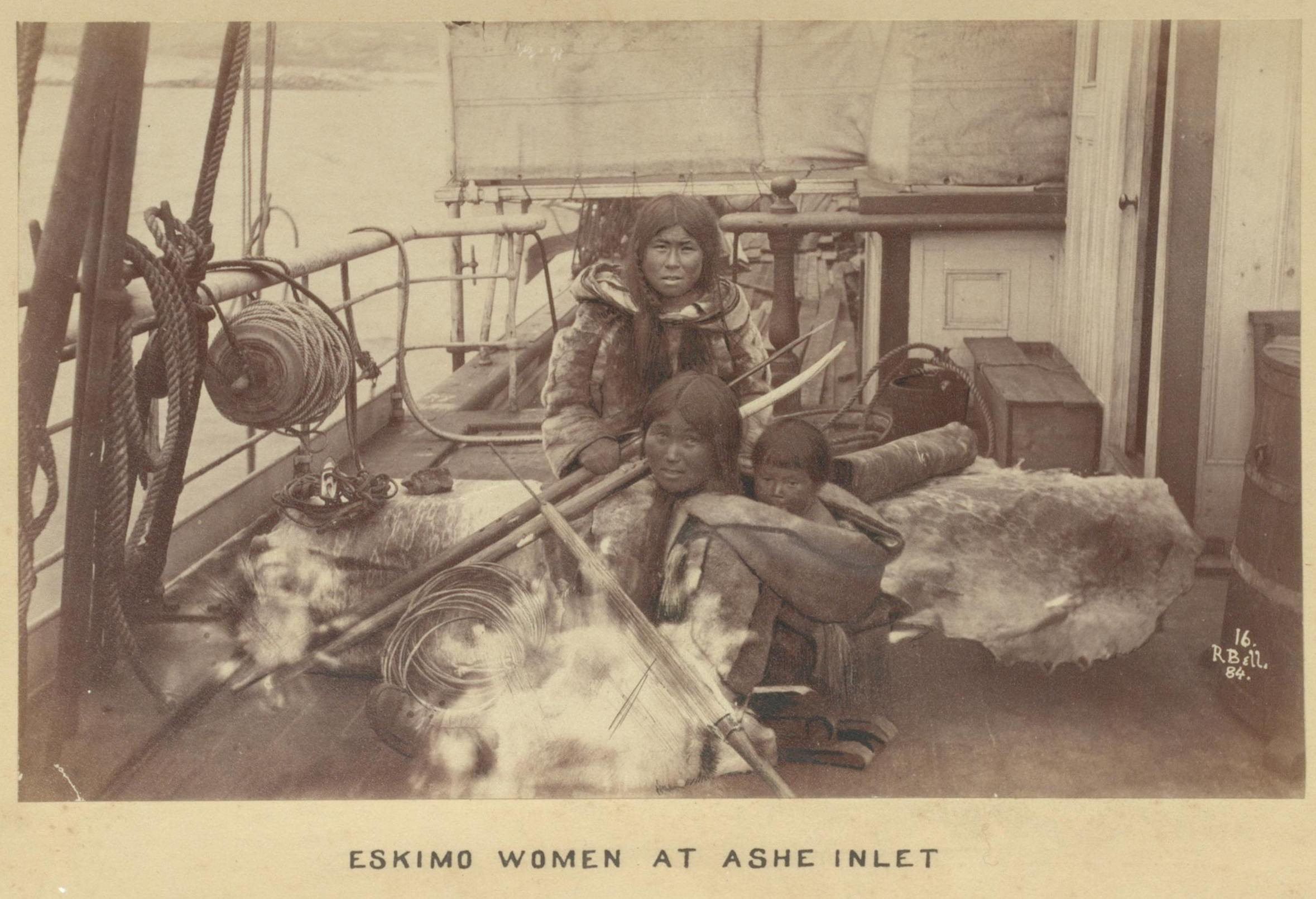
Donne Inuit ad Ashe Inlet, 1884.

### Storia moderna e nascita del Territorio di Nunavut
Gli Inuit vissero più o meno indisturbati fino alla metà del XIX secolo, quando il governo canadese cominciò a incoraggiare gli insediamenti permanenti. I qallunaat (o quablunaaq), cioè i bianchi, avevano visitato la regione dove erano transitati esploratori, geografi, antropologi e commercianti, ma furono i balenieri ad avere il maggior impatto sugli Inuit, cambiando gli schemi dei villaggi e portando armi, imbarcazioni baleniere e strumenti in metallo. La capitale dell'attuale Nunavut, Iqaluit, si trova sulla parte meridionale dell'Isola di Baffin di fronte a Frobisher Bay (dal nome dell'esploratore inglese che la visitò nel 1575). È una città di circa 7 000 abitanti che deve la sua nascita allo sviluppo minerario del Grande Nord e alle basi militari durante la guerra fredda. Iqaluit è abitata per due terzi da Inuit.

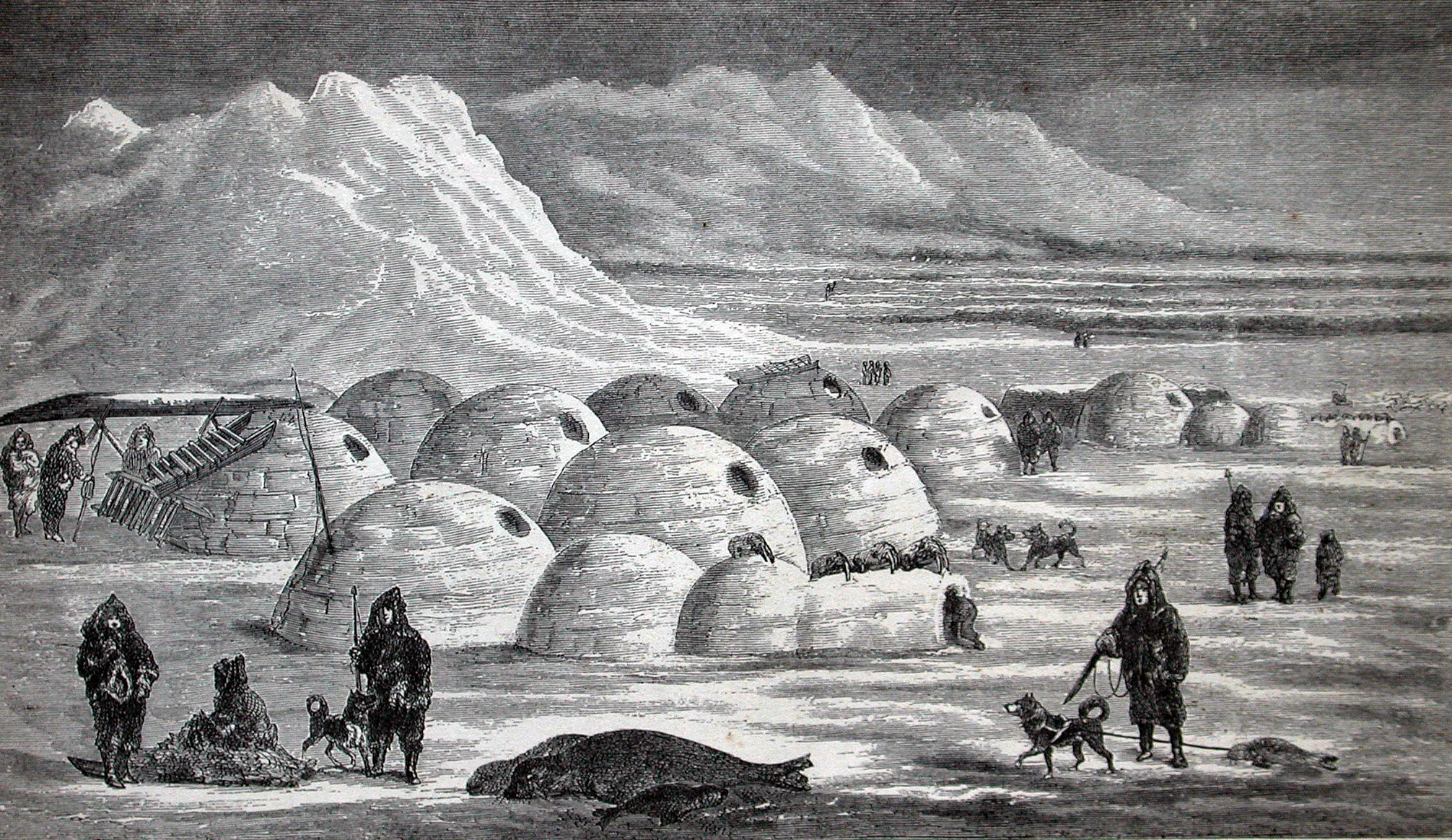
Villaggio Inuit vicino Frobisher Bay, 1865

Il 1º aprile 1999 la mappa del Canada cambiò per la prima volta dopo 50 anni, dal tempo in cui Terranova si era aggiunta alla federazione canadese. Il nuovo territorio istituito tramite il Nunavut Act e il Nunavut Land Claims Agreement Act, fu chiamato Nunavut, (ᓄᓇᕗᑦ), che significa “La Nostra Terra” in inuktitut, la lingua degli Inuit, e copre circa due milioni di km², più o meno le dimensioni dell'Europa occidentale e circa un quinto del Canada. Per l'occasione è stata coniata una nuova moneta canadese da 25 centesimi disegnata da artisti inuit con incisi un gufo e un orso.

## Politica

### Storia politica
Allo scoccare della mezzanotte del primo aprile 1999, ad una temperatura di -45° gradi, Ottawa divise i Territori del Nord-Ovest in due stati distinti. Dal 60% dell'area dei Territori del Nord-Ovest nacque il Territorio del Nunavut. I negoziati per costituire il Territorio erano cominciati ufficialmente nel lontano 1976 grazie ad una formazione politica Inuit: il Tapirisatche. Nel 1982 la maggioranza della popolazione dei Territori del Nord-Ovest votò un plebiscito per dividere la regione e in seguito approvò un confine che seguiva grosso modo le terre tradizionali degli Inuit escludendo la città di Yellowknife e la miniera di diamanti presso Lac de Gras. Dopo anni di negoziato nel 1993 venne firmato il più grande accordo territoriale della storia del Canada. Gli Inuit ricevettero 352 000 chilometri quadrati di territorio, i diritti minerari su 36 000 chilometri quadrati, una quota delle royalties federali sul petrolio, gas naturale, lo sviluppo minerario delle terre della Corona, il pagamento di 1 miliardo e 148 milioni di dollari canadesi (762 milioni di dollari americani) pagabili in 14 anni, il diritto di caccia su tutto il territorio, eguale rappresentazione nei governi territoriali e federali nei nuovi dipartimenti delle risorse ambientali e della fauna, opportunità di partecipare allo sviluppo minerario e commerciale della regione e la creazione di tre nuovi parchi nazionali.

### Amministrazione politica
Politicamente il Nunavut ha il proprio parlamento, un gabinetto e un sistema giudiziario a un solo livello. Le prime elezioni per il parlamento, senza alcun tipo di partito, si tennero il 15 febbraio del 2000 e votò l'88% degli aventi diritto, con i candidati che facevano campagna elettorale spostandosi con mezzi aerei per visitare le comunità. Vennero eletti una donna e diciotto uomini e scelto come premier Paul Okalik, 34 anni, avvocato e all'epoca unico laureato inuit. La legislatura, come vuole la tradizione, nel prendere le decisioni è basata sul consensus government e il tribunale dovrebbe applicare la legge secondo criteri legali multiculturali. L'applicazione della legge viene garantita da servizi di polizia della comunità supportati dalla Royal Canadian Mounted Police. Le tre lingue ufficiali sono l'inglese, il francese e l'inuktitut anche se si utilizza pure l'altra lingua Inuit, l'innuinnaqtun. Dal novembre 2008, il premier è Eva Aariak. Di fronte a delle pesanti critiche l'ex premier Paul Okalik ha creato un consiglio consultivo di undici anziani la cui funzione è quella di incorporare la cultura e le conoscenze tradizionali Inuit (“Inuit Qaujimajatuqangit“, spesso citato in inglese come “IQ”) nelle decisioni politiche del governo territoriale. Il Nunavut ha un Commissario Federale nominato dal ministro degli Affari Indiani e Sviluppo del Nord (DIAND), il cui ruolo è simbolico. Il Commissario Federale non rappresenta formalmente il capo dello stato canadese, ma è giunto ad avere un ruolo analogo a questo nella Corona britannica, che è a capo del Commonwealth di cui fa parte anche il Canada. Il vero potere a livello esecutivo è esercitato dal primo ministro, eletto dall'assemblea legislativa, a sua volta eletta dai cittadini. La lingua utilizzata dagli organi di stato è l'inuktitut, anche se sono utilizzati pure l'inglese e il francese. Nel settembre 2012 la premier Eva Aariak ha ricevuto il principe Edward e la consorte Sophie, Contessa di Wessex, in occasione delle celebrazioni in Nunavut in onore del Giubileo di Diamante della Regina Elisabetta II.

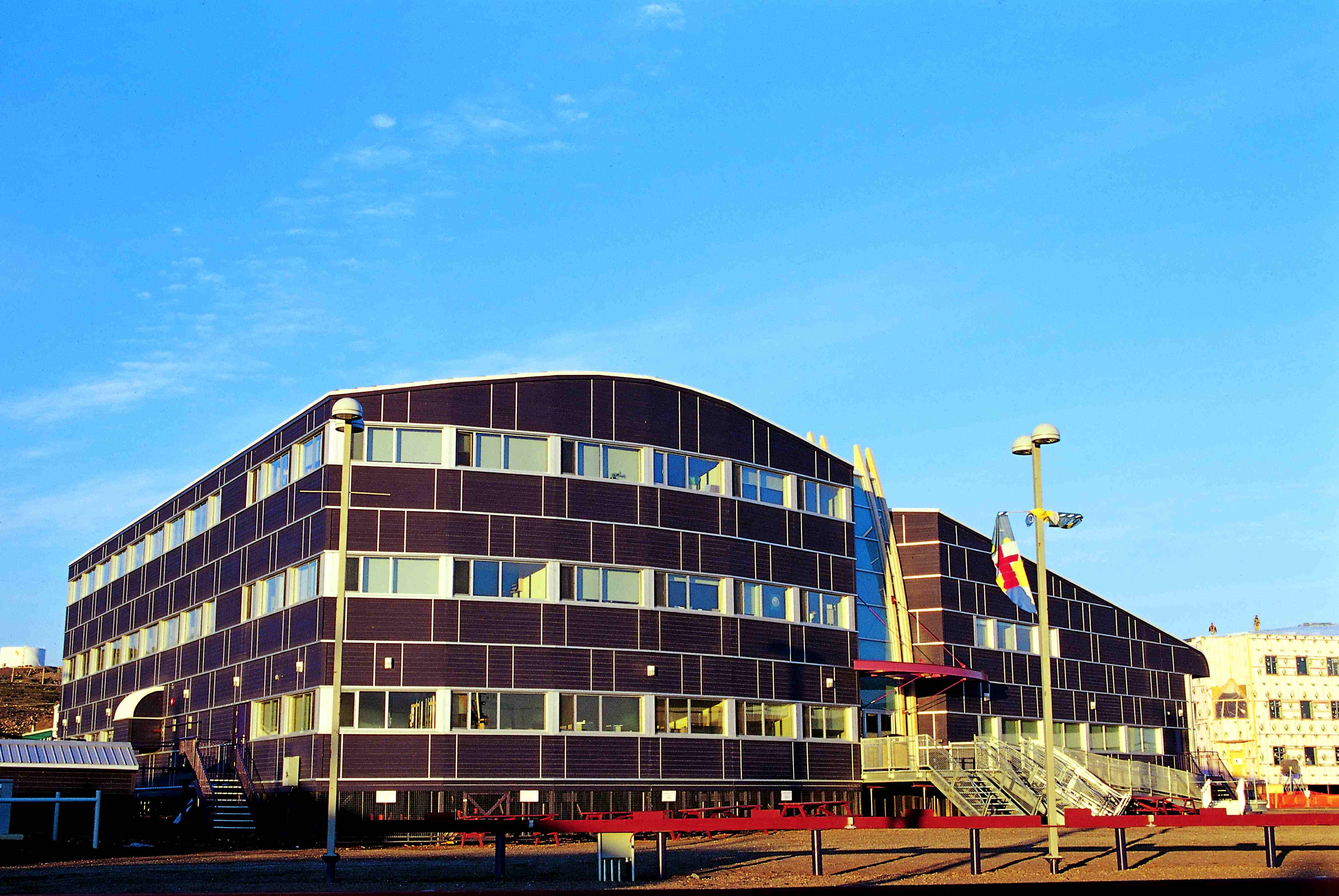
Palazzo dell'Assemblea Legislativa del Nunavut a Iqaluit

Il governo del Nunavut ha gli stessi poteri e responsabilità degli altri due territori canadesi, lo Yukon e i Territori del Nord-Ovest, ma, dato che mancava di amministratori Inuit competenti, dovette assumerne dei non Inuit. Nel 2009 i posti statali riservati agli Inuit aumentarono fino a raggiungere la quota dell’85%. In questo modo riflettevano la percentuale di composizione etnica della regione. Attualmente quasi tutti i posti di lavoro sono governativi e il budget del Nunavut proviene per il 90% dal governo federale. La scarsità di popolazione del Nunavut rende improbabile che al territorio in un futuro recente sia concesso lo status di provincia (più o meno equivalente a quello di uno stato americano), anche se la situazione potrebbe cambiare se lo Yukon, che è solo marginalmente più popolato, diventerà una provincia.

## Economia
La più grande risorsa economica del Nunavut è la sua ricchezza mineraria, che comprende riserve di oro, ferro, zinco, nichel, rame, diamanti, petrolio e gas naturale. Lo sfruttamento di tali risorse è tuttavia ostacolato da elevati costi di produzione e difficoltà di trasporto. Il governo federale ha partecipato allo sviluppo delle risorse soprattutto fornendo infrastrutture e aiutando nella ricerca di minerali. Inoltre, le agenzie governative producono e distribuiscono energia elettrica in tutto il territorio. Il governo e le sue agenzie sono una delle principali fonti di occupazione e di reddito per il territorio. La capitale del Territorio, Iqaluit, ospita ogni aprile il Nunavut Mining Symposium, una fiera economica. La sola miniera operativa all'anno 2013 è la Agnico-Eagle Mines Ltd – Meadowbank Division. La Meadowbank è una miniera d'oro a cielo aperto, che dà lavoro a 678 persone. Il costo per produrre un grammo d'oro è di 32 dollari canadesi. Il tasso di disoccupazione in Nunavut è superiore a quello degli altri stati del Canada. Il turismo, incentrato soprattutto sulle attrazioni naturali del territorio e sulla cultura Inuit, costituisce una piccola ma significativa entrata per la popolazione.
Il governo locale ha un budget annuale di 700 milioni di dollari canadesi, per la quasi totalità provenienti dal governo federale.

### Pesca e caccia
Vengono pescati e esportati nei mercati del sud da diverse comunità nell'Artide orientale rombi, gamberetti e salmerini. Alcuni Inuit continuano a svolgere le attività in maniera tradizionale nella cattura di piccoli mammiferi, nella pesca e nella caccia agli animali acquatici per integrarli agli alimenti importati di cui dispongono. Vengono vendute alcune pelli di foca ai produttori di abbigliamento commerciale. La pesca sportiva e la caccia attirano turisti sul territorio.

## Società

### Evoluzione demografica
Il Nunavut è una delle regioni più remote e scarsamente popolate del mondo. Secondo il censimento del 2016 ha una popolazione di 35 944 abitanti, di cui l'85% è costituito da popolazioni native principalmente di etnia Inuit. La maggior parte della popolazione è concentrata nelle 28 comunità principali del Territorio. Tale dato, facente riferimento ad una popolazione scarsissima distribuita in maniera sparsa in un territorio estremamente vasto (circa sette volte quello dell'Italia), fa del Nunavut una delle regioni meno densamente popolate nel mondo, con una densità di popolazione di 0,019 ab./km². Se fosse una nazione indipendente, essa sarebbe la meno densamente popolata in assoluto. La vicina Groenlandia, estesa poco più del Nunavut, ha una densità di 0,026 ab./km².

### Popolazione residente
Abitanti censiti

### Comuni più popolosi
| Comune        | 2016 | crescita | 2011 | crescita | 2006 | crescita totale |
| ------------- | ---- | -------- | ---- | -------- | ---- | --------------- |
| Iqaluit       | 7740 | 15,5%    | 6699 | 8,3%     | 6184 | 20,1%           |
| Arviat        | 2657 | 14,6%    | 2318 | 12,5%    | 2060 | 22,4%           |
| Rankin Inlet  | 2842 | 10,3%    | 2577 | 8,4%     | 2358 | 17.,0%          |
| Baker Lake    | 2069 | 10,5%    | 1872 | 8,3%     | 1728 | 16,4%           |
| Cambridge Bay | 1766 | 9,8%     | 1608 | 8,9%     | 1477 | 16,3%           |
| Pond Inlet    | 1617 | 4,4%     | 1549 | 15,2%    | 1315 | 18,6%           |
| Iglulik       | 1682 | 15,7%    | 1454 | -5,7%    | 1538 | 8,5%            |
| Kugluktuk     | 1491 | 2,8%     | 1450 | 11,4%    | 1320 | 11,4%           |
| Pangnirtung   | 1481 | 3,9%     | 1425 | 7,0%     | 1325 | 10,5%           |
| Cape Dorset   | 1441 | 5,7%     | 1363 | 10,3%    | 1236 | 14,2%           |
| Gjoa Haven    | 1324 | 3,5%     | 1279 | 20,2%    | 1064 | 19,6%           |

### Lingue
Le lingue ufficiali dello Territorio sono l'inuit (inuktitut e inuinnaqtun), l'inglese e il francese.
Il Dtt. Ian Martin dell'Università di York nella relazione che ha commissionato nel 2000 (Aajiiqatigiingniq Language of Instruction Research Paper) presso il Dipartimento dell'Istruzione del Nunavut, ha affermato che «l'inglese è una minaccia a lungo termine per le lingue inuit, e le attuali politiche e pratiche linguistiche scolastiche in inglese stanno contribuendo a quella minaccia» se le scuole del Nunavut seguono il modello dei Territori del Nord-Ovest. Ha fornito un piano linguistico di 20 anni per creare una società bilingue pienamente funzionale, in inuktitut e in inglese entro il 2020.
Il linguaggio Inuit è in costante declino dalla metà del XX secolo. Ogni censimento fatto ha dimostrato che l'inglese viene sempre più utilizzato dalle famiglie del Nunavut e che i giovani dichiarano inuktut come loro madrelingua meno degli anziani. L'uso dell'inglese prevale nelle imprese, mentre i media del sud (televisione, internet, etc) sono un'influenza in continua crescita, specialmente nei giovani. In breve, anche se l'uso della lingua inuktut rimane diffusa, è meno certo che questa verrà trasmessa da una generazione all'altra.
Il sistema scolastico è di notevole importanza nel piano d'azione del governo per preservare la lingua inuktitut. La Legge sulla protezione della lingua inuit garantisce ai genitori il diritto di educare i propri figli con l'uso di questa lingua.

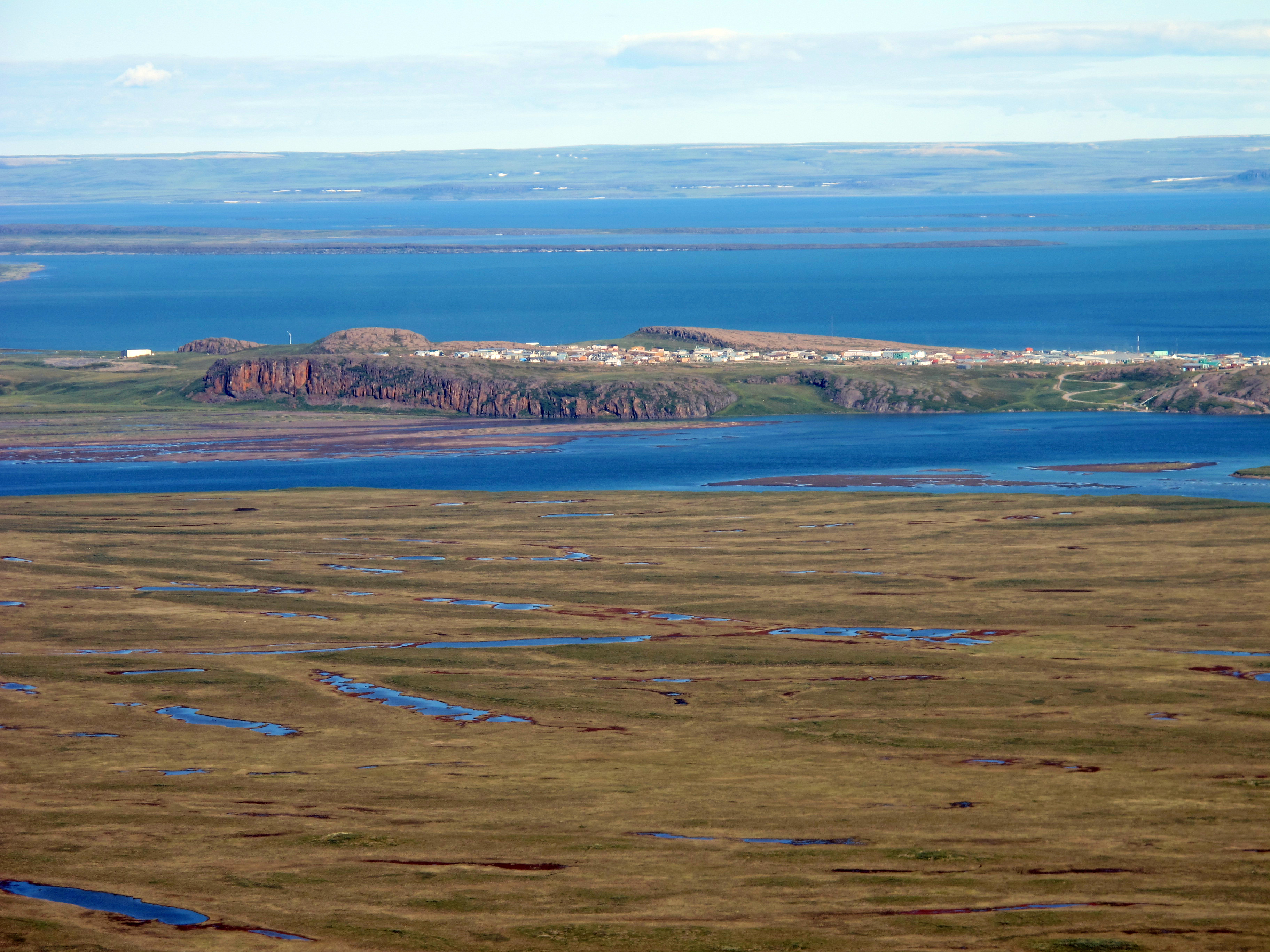
Kugluktuk

Durante varie consultazioni, il governo ha ascoltato i propri cittadini, garantendo che i loro figli parlino la lingua madre inuktitut, ma volendo anche che diventino cittadini del mondo e conoscano l'inglese.
La politica linguistica del territorio si basa su due leggi fondamentali approvate nel 2008: la Legge sulla lingua ufficiale e la Legge sulla protezione della lingua inuit.
Il primo ha concesso come lingua ufficiale l'inuit, l'inglese e il francese nelle istituzioni del territorio, nell'assemblea legislativa e nei tribunali del Nunavut. Consente inoltre in Nunavut di ricevere alcuni servizi dai comuni in lingua inglese, francese e la lingua inuit in conformità con le regole stabilite.
La Legge sulla protezione della lingua inuit invece afferma che il governo deve adottare azioni positive a promuovere l'uso della lingua inuktut in tutti i settori della società in Nunavut. Nel rispetto dell'uguaglianza di tutte le lingue ufficiali, l'Inuit Language Protection Act dà alla lingua inuktitut una nuova rilevanza nell'istruzione, nel lavoro e nella vita quotidiana in tutto il territorio.
Delle 29 025 risposte alla domanda riguardante la lingua madre durante il censimento del 2006 le lingue più comuni sono state:
|    | Lingue                    | Numero di Votanti | Percentuale |
| -- | ------------------------- | ----------------- | ----------- |
| 1. | Inuktitut                 | 20 185            | 69,54%      |
| 2. | Inglese                   | 7 765             | 26,75%      |
| 3. | Francese                  | 370               | 1,27%       |
| 4. | Inuinnaqtun               | 295               | 1,02%       |
| 5. | Lingue maleo-polinesiache | 65                | 0,22%       |
|    | Tagalog                   | 45                | 0,16%       |
| 6. | Cinese                    | 40                | 0,14%       |
|    | Cantonese                 | 10                | 0,03%       |
|    | Mandarino                 | 10                | 0,03%       |
| 7. | Tedesco                   | 40                | 0,14%       |
| 8. | Spagnolo                  | 30                | 0,10%       |
| 9. | Lingue algonchine         | 20                | 0,07%       |
|    | Cree                      | 20                | 0,07%       |
| 9. | Lingue athabaska          | 20                | 0,07%       |
|    | Dogrib                    | 10                | 0,03%       |

Nel censimento del 2006 è stato riferito anche che 2 305 persone (7,86%) che abitavano in Nunavut non avevano alcuna conoscenza di una lingua ufficiale del Canada (inglese o francese).

### Religione
I gruppi religiosi più rappresentativi secondo il censimento del 2001 erano la Chiesa anglicana del Canada con 15 440 fedeli (58%), la Chiesa Cattolica (Diocesi di Churchill-Baia di Hudson) con 6205 fedeli (23%) e la pentecostale con 1175 fedeli (4%). Complessivamente, il 93,2% della popolazione era cristiana.

## Salute e istruzione
Fino agli anni 1950 la maggior parte dei servizi educativi e sanitari della regione venivano forniti dai missionari. In seguito il governo canadese si assunse queste responsabilità. Oggi il Dipartimento dell'Istruzione del Nunavut sovrintende all'istruzione elementare e secondaria e il Nunavut Arctic College di Iqaluit offre programmi post-secondari e corsi. L'uso della lingua inuktitut è promosso nelle scuole e il Dipartimento Federale Indiano e degli Affari del Canada del Nord fornisce sostegno finanziario all'istruzione indigena.
L'assistenza sanitaria viene fornita da centri sanitari regionali e da un ospedale che si trova ad Iqaluit. Vengono forniti piani assicurativi sanitari completi ai residenti.

## Sport
Gli sport invernali, come l'hockey e il curling, sono molti popolari in Nunavut, come anche la corsa con le slitte trainate da cani, le motoslitte e i giochi artici tradizionali. L'hockey in Nunavut ha due squadre maschili e una squadra femminile che partecipano agli Arctic Games. Le gare di hockey dei Giochi invernali del 2016 a Nuuk, in Groenlandia, vennero ospitate nella città di Iqaluit, a causa della mancanza di strutture nella sede principale. La squadra rappresentante del Territorio è l'Hockey Nunavut fondato nel 1999 e concorrente nel Campionato Maritime-Hockey North Junior C.
Attività all'aria aperta, tra cui la caccia, la pesca, l'escursionismo e il kayak, attirano visitatori nel territorio.

## Simboli

### Bandiera
La bandiera del Nunavut ha questo significato: il rosso si riferisce al Canada (che ha una foglia d’acero rossa nella bandiera federale), il blu e l’oro alle ricchezze della terra, del mare e del cielo, l’Inuksuk simboleggia la costruzione in pietra fatta dalle popolazioni native che guidano la gente sulla terra (come servivano a guidare i caribù verso i cacciatori) e segnano luoghi sacri o speciali. La Stella Polare sulla bandiera simboleggia la leadership degli anziani nella comunità.

### Emblema
L'emblema è in un cerchio ed è divisa in due a misure dispari (1/3): la parte superiore è in blu cielo con 5 soli ed una stella gialla; la parte inferiore con sfondo giallo ha un simbolo locale ed un piatto con fuoco spiegato. Sopra il cerchio c'è una riga a due colori: bianco-blu e regge un iglù con sopra una corona. Intorno c'è due fili con sei fiori d'acero gialli e due fiori viola, con cinque petali, in due lati opposti.